# 王俨 (成化乙未进士)
王儼（1434年—1493年），字若思，廣東省海南衛軍籍，治《禮記》。

## 生平
二月二十三日生，行一。由國子生中式廣東鄉試第三十四名舉人，會試中式第二百四十五名。年四十二歲中式成化十一年乙未科第三甲第一百九十名進士。授南京户部山西司主事，湖广司员外郎。弘治六年(1493年)接替孙蕃任邵武府知府一职，弘治十二年(1499年)由夏英接任。

## 家族
曾祖王華一；祖王安武，驛丞；父王璟；母謝氏。嚴侍下，妻李氏；劉氏，繼妻徐氏；弟俊；偉；㒜。